# Sierra de las Navajas
A Sierra de Las Navajas ("Serra das Navalhas", em português) é uma formação montanhosa que se localiza no sudeste do estado de Hidalgo, na região central do México. Está compreendida entre as cidades de Acatlán, Huasca de Ocampo, Mineral del Monte, Epazoyucan, Singuilucan e Tulancingo. Esta cadeia de montanhas é de suma importância para a arqueologia Mesoamericana. A Serra é encontrada simbolizada no Escudo de Hidalgo.
O explorador Alexander von Humboldt visitou esta serra em 1803, denominando-a Sierra de Los Cuchillos ("Serra das Facas"), por ter encontrado a obsidiana, uma pedra vulcânica altamente cortante.